# Lingue sotho
Le lingue sotho sono un ramo delle lingue sotho-tswana parlato nell'Africa meridionale.

## Distribuzione geografica
Le lingue sotho sono parlate nella parte occidentale del Sudafrica, in Botswana e in Lesotho.

### Lingue ufficiali
Ndebele del sud, sotho del nord e sotho del sud sono lingue ufficiali del Sudafrica.
Il sotho del sud è lingua ufficiale del Lesotho.

## Classificazione
Le lingue sotho appartengono al gruppo sotho-tswana delle lingue bantu.
Fanno parte del gruppo sotho:
- il sotho del sud, conosciuto anche come sesotho;
- il sotho del nord;
- lo ndebele del sud;
- il birwa, una lingua minore parlata in Botswana.

Le lingue sotho sono considerate reciprocamente comprensibili.